# Squash-Mannschaftseuropameisterschaft 1996
Die Mannschaftseuropameisterschaften der Herren und Damen 1996 im Squash fanden vom 1. bis 4. Mai 1996 in Amsterdam in den Niederlanden statt. Insgesamt traten 22 Mannschaften bei den Herren und 20 Mannschaften bei den Damen an. Bei den Herren handelte es sich um die 24. Auflage der Meisterschaft, bei den Damen um die 19. Austragung.
Bei den Herren und Damen setzten sich jeweils die Titelverteidiger aus England durch. Die Herrenmannschaft um Chris Walker, Mark Chaloner, Paul Johnson und Mark Cairns besiegte im Finale Schottland mit 3:1, deren Aufgebot aus Peter Nicol, Stuart Cowie, Alasdair Taylor und David Gordon bestand. Bei den Damen besiegten Suzanne Horner, Jane Martin und Fiona Geaves ihre deutschen Konkurrentinnen Sabine Schöne, Sabine Baum und Silke Bartel im Endspiel mit 3:0.

## Herren

### Platzierungsspiele
| Platzierung       | Mannschaft  | Mannschaft   | Ergebnis |
| ----------------- | ----------- | ------------ | -------- |
| Finale            | England     | Schottland   | 3:1      |
| Spiel um Platz 3  | Finnland    | Deutschland  | 3:1      |
| Spiel um Platz 5  | Wales       | Frankreich   | 3:1      |
| Spiel um Platz 7  | Spanien     | Schweden     | n/A      |
| Spiel um Platz 9  | Niederlande | Dänemark     | n/A      |
| Spiel um Platz 11 | Belgien     | Italien      | n/A      |
| Spiel um Platz 13 | Schweiz     | Irland       | n/A      |
| Spiel um Platz 15 | Österreich  | Griechenland | n/A      |
| Spiel um Platz 17 | Norwegen    | Tschechien   | n/A      |
| Spiel um Platz 19 | Slowenien   | Portugal     | n/A      |
| Spiel um Platz 21 | Ungarn      | Luxemburg    | n/A      |

## Damen

### Platzierungsspiele
| Platzierung       | Mannschaft  | Mannschaft  | Ergebnis |
| ----------------- | ----------- | ----------- | -------- |
| Finale            | England     | Deutschland | 3:0      |
| Spiel um Platz 3  | Niederlande | Frankreich  | 3:0      |
| Spiel um Platz 5  | Schottland  | Finnland    | 2:1      |
| Spiel um Platz 7  | Schweiz     | Dänemark    | n/A      |
| Spiel um Platz 9  | Irland      | Schweden    | n/A      |
| Spiel um Platz 11 | Spanien     | Österreich  | n/A      |
| Spiel um Platz 13 | Belgien     | Norwegen    | n/A      |
| Spiel um Platz 15 | Italien     | Wales       | n/A      |
| Spiel um Platz 17 | Ungarn      | Slowenien   | n/A      |
| Spiel um Platz 19 | Portugal    | Tschechien  | n/A      |

## Abschlussplatzierungen

### Herren
| Rang | Mannschaft  |
| 01.  | England     |
| 02.  | Schottland  |
| 03.  | Finnland    |
| 04.  | Deutschland |
| 05.  | Wales       |
| 06.  | Frankreich  |
| 07.  | Spanien     |
| 08.  | Schweden    |

| Rang | Mannschaft   |
| 09.  | Niederlande  |
| 10.  | Dänemark     |
| 11.  | Belgien      |
| 12.  | Italien      |
| 13.  | Schweiz      |
| 14.  | Irland       |
| 15.  | Österreich   |
| 16.  | Griechenland |

| Rang | Mannschaft |
| 17.  | Norwegen   |
| 18.  | Tschechien |
| 19.  | Slowenien  |
| 20.  | Portugal   |
| 21.  | Ungarn     |
| 22.  | Luxemburg  |

### Damen
| Rang | Mannschaft  |
| 01.  | England     |
| 02.  | Deutschland |
| 03.  | Niederlande |
| 04.  | Frankreich  |
| 05.  | Schottland  |
| 06.  | Finnland    |
| 07.  | Schweiz     |
| 08.  | Dänemark    |

| Rang | Mannschaft |
| 09.  | Irland     |
| 10.  | Schweden   |
| 11.  | Spanien    |
| 12.  | Österreich |
| 13.  | Belgien    |
| 14.  | Norwegen   |
| 15.  | Italien    |
| 16.  | Wales      |

| Rang | Mannschaft |
| 17.  | Ungarn     |
| 18.  | Slowenien  |
| 19.  | Portugal   |
| 20.  | Tschechien |